# 조지아 주재 외국공관 목록

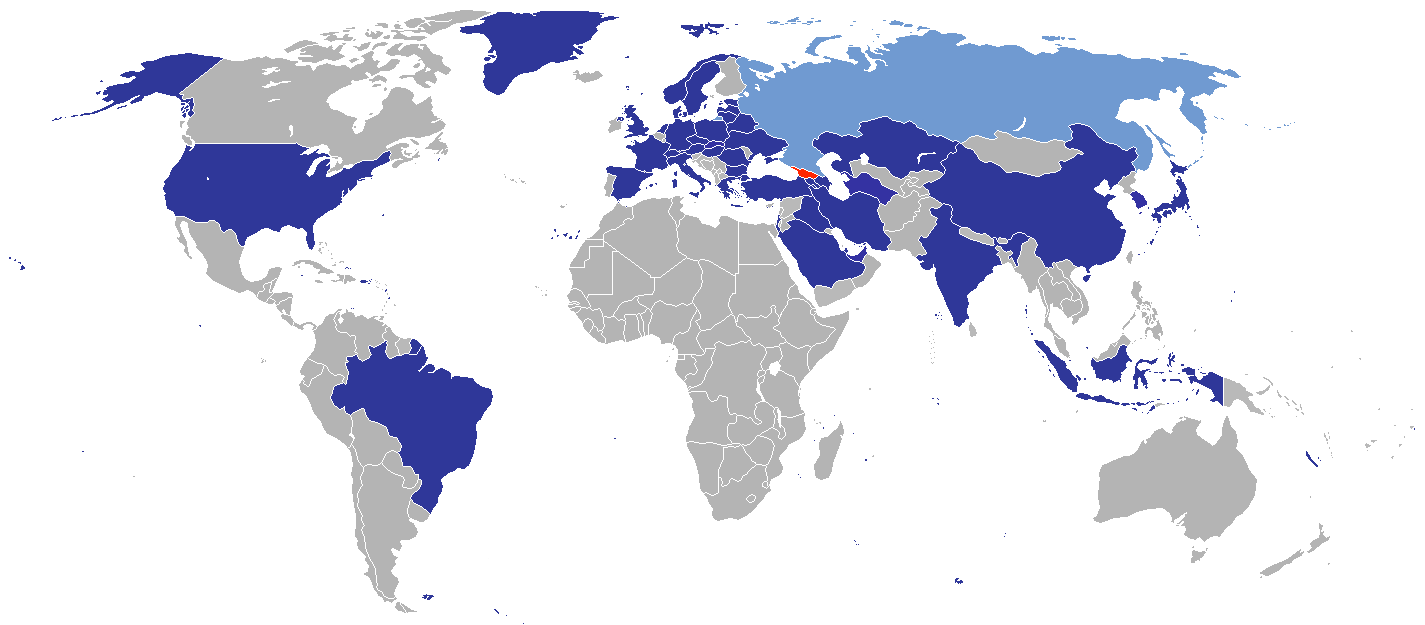
조지아에 설치된 외국공관들.

조지아 주재 외국공관 목록은 조지아에 주재하는 외국공관(대사관 및 영사관)과 동시에 조지아와 외교관계는 수립했으나 조지아에 공관을 설치하지 않은 국가에 대해 다룬다. 수도 트빌리시에 35개국의 대사관이 설치되어 있다. 없는 경우는 주로 명예 영사관으로 분류되어 이 대열에서 배제된다.
러시아의 경우에는 조지아 주재 스위스 대사관 산하 공관으로 이익대표부를 운영하고 있다. 이는 2008년 남오세티야 전쟁을 계기로 러시아와 조지아 간의 외교 관계가 단절되면서 조지아 주재 러시아 대사관이 철수했기 때문이다. 또한 대한민국 공관도 역시 분관 형태로 운영된다. 조지아에 마련된 한국 공관은 바쿠 주재 대한민국 대사관이 직속으로 운영중인 분관도 따로 마련되어 있다.

## 대사관

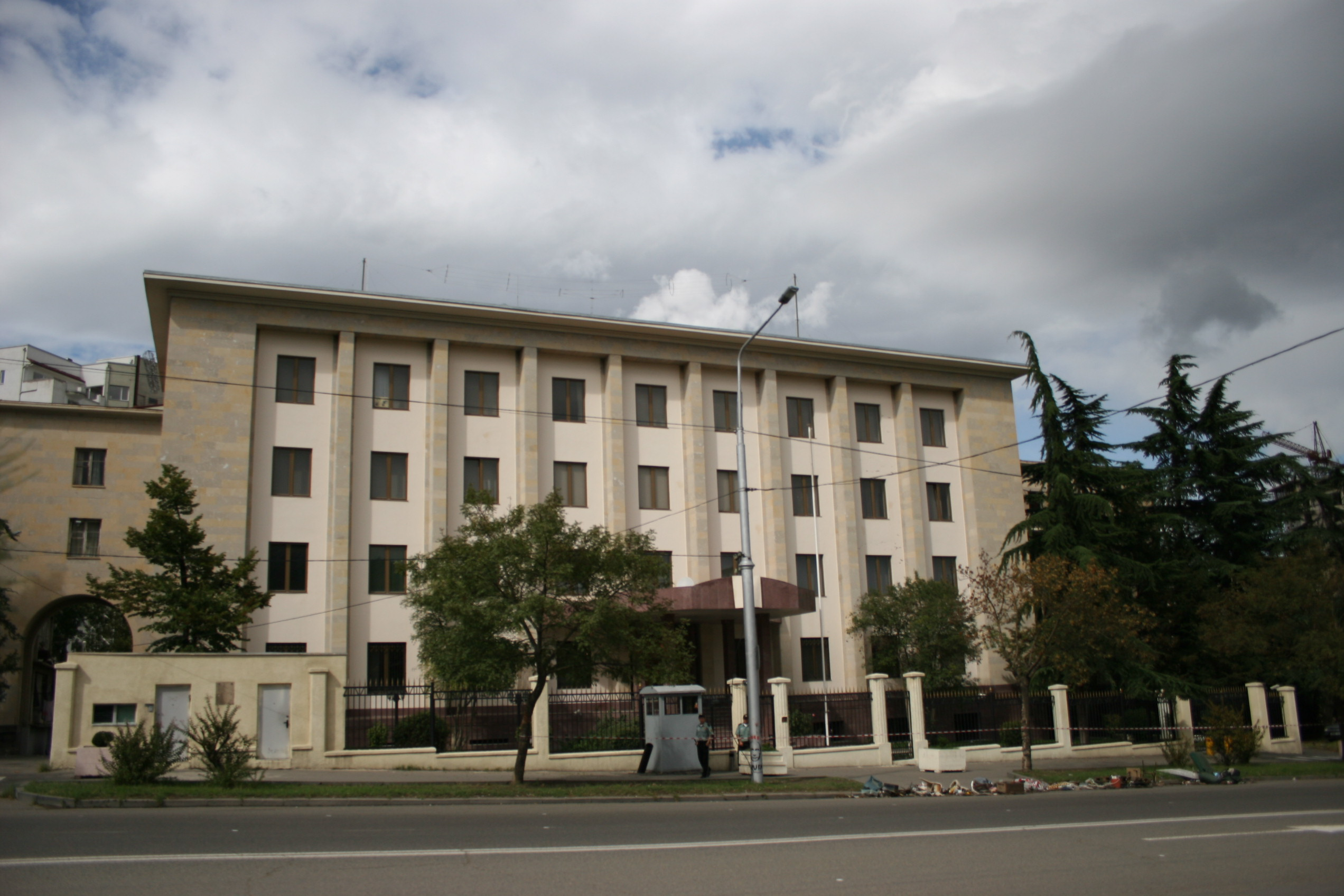
조지아 주재 스위스 대사관에서 산하 공관으로 운영하고 있는 러시아 이익대표부.

트빌리시
- 아르메니아
- 오스트리아[1]
- 아제르바이잔
- 벨라루스[2]
- 브라질
- 불가리아
- 중국
- 체코
- 에스토니아
- 프랑스
- 독일
- 그리스
- 바티칸 시국
- 헝가리
- 이란
- 이라크
- 이스라엘
- 이탈리아
- 일본
- 카자흐스탄
- 라트비아
- 리투아니아
- 몰타 기사단
- 네덜란드
- 폴란드
- 카타르
- 루마니아
- 슬로바키아
- 스웨덴
- 스위스
- 튀르키예
- 투르크메니스탄
- 우크라이나
- 영국
- 미국

### 트빌리시에 설치된 대표부 및 기타 외교 시설
- 유럽 연합 (일반 대표부)
- 대한민국 (아제르바이잔 주재 한국 대사관 트빌리시 분관)
- 러시아 (조지아 주재 스위스 대사관 산하 러시아 이익대표부)

### 바투미에 설치된 총영사관
- 아르메니아
- 아제르바이잔
- 이란[3]
- 튀르키예
- 우크라이나

## 비상주공관
다음 국가들은 조지아와 외교 관계는 수립하였으나, 조지아에 대사관을 설치하지 않은 국가들이다. 옆에 병기한 지역에 설치된 공관에서 주 조지아 대사관을 겸임한다. 다만, 지역을 명시하지 않은 해당 도시는 앙카라를 의미한다.
| - 아프가니스탄 - 알바니아 - 알제리 - 앙골라 (모스크바) - 아르헨티나 - 오스트레일리아 - 방글라데시 (모스크바) - 벨기에 (바쿠) - 볼리비아 (모스크바) - 보스니아 헤르체고비나 - 캐나다 - 코트디부아르 (모스크바) - 콜롬비아 (모스크바) - 크로아티아 (아테네) - 쿠바 (바쿠) - 키프로스 (아테네) - 덴마크 (키예프) - 이집트 (예레반) - 핀란드 (헬싱키) - 가나 (테헤란) - 과테말라 (모스크바) - 기니 (모스크바) - 아이슬란드 (모스크바) - 인도 (예레반) - 인도네시아 (키예프) - 아일랜드 (소피아) - 대한민국 (바쿠, 현재 분관으로 운영중) - 쿠웨이트 (부쿠레슈티) - 키르기스스탄 (모스크바) | - [[파일:{{{국기그림-과도정부}}}\|22x20px\|border \|리비아\|링크=리비아]] 리비아 (모스크바) - 룩셈부르크 (아테네) - 말레이시아 (키예프) - 몰타 (바르샤바) - 멕시코 - 몰도바 (바쿠) - 모로코 (키예프) - 네팔 (모스크바) - 나이지리아 (키예프) - 노르웨이 (바쿠) - 파키스탄 (바쿠) - 페루 (앙카라) - 필리핀 - 포르투갈 - 산마리노 - 사우디아라비아 (쿠웨이트) - 세르비아 - 싱가포르 (싱가포르) - 남아프리카 공화국 (키예프) - 슬로베니아 (키예프) - 스페인 - 스리랑카 - 에스와티니 (뉴욕) - 탄자니아 (모스크바) - 태국 - 우즈베키스탄 (바쿠) - 베트남 - 잠비아 (모스크바) - 짐바브웨 (모스크바) |

## 같이 보기
- 조지아의 재외공관 목록